# Chaînon Argus
Pour les articles homonymes, voir Argus.
Le chaînon Argus, en anglais Argus Range, est une chaîne de montagne située dans l'Est de la Californie, aux États-Unis. Elle se trouve au sud-est de la ville de Darwin, entre le chaînon Coso et la vallée Panamint. Son point culminant est le pic Maturango. La ligne de crête du chaînon Argus est comprise dans une zone militaire. Une partie de la montagne est classée en réserve naturelle (Argus Range Wilderness Area).

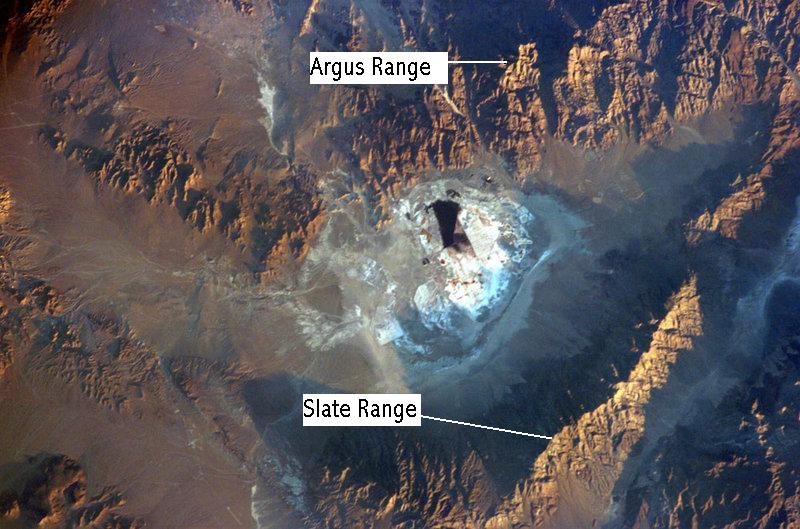
Photo satellite du chaînon Argus au nord du lac Searles dans le désert Mojave.